# Mike Stulce
Michael (Mike) Stulce (Killeen, 21 juli 1969) is een voormalige Amerikaanse atleet, die was gespecialiseerd in het kogelstoten. Hij werd olympisch kampioen, wereldkampioen (indoor) en Amerikaans kampioen op deze discipline. Wegens herhaaldelijk dopinggebruik is hij levenslang geschorst.
In 1988 werd Stulce bij het kogelstoten tweede op het WK junioren en de Universiade. Eerder dat jaar won hij de Amerikaanse jeugdkampioenschappen met een stoot van 18,53 m. In 1990 werd hij positief getest op het gebruik van doping. Zijn persoonlijke records van 21,82 (outdoor) en 21,49 (indoor) werden geschrapt.
Twee jaar later liep zijn schorsing af en kwalificeerde hij zich voor de Olympische Spelen van Barcelona met het winnen van de Amerikaanse olympische selectiewedstrijden. Hij won deze olympische strijd met 21,70 en met 70 cm voorsprong op zijn landgenoot Jim Doehring. Hij brons ging na afloop van deze wedstrijd naar de Rus Vyacheslav Lykho, die tot 20,94 slechts 2 cm tekortkwam voor het zilver.
In het indoorseizoen verbeterd Michael Stulce zijn PR naar 21,77 m. Op het WK indoor 1993 won het met 21,27 m en zijn landgenoot Jim Doehring werd eveneens tweede. Op de wereldkampioenschappen atletiek 1993 in Stuttgart behaalde hij met 20,94 m een derde plaats. Deze prestatie werd niet erkend, omdat zijn dopingtest wederom positief
uitviel. Zijn medaille werd ontnomen en hij kreeg een levenslange schorsing.
Stulce studeerde aan de Texas A&M University.

## Titels
- Olympisch kampioen kogelstoten - 1992
- Wereldkampioen kogelstoten (indoor) - 1993
- Amerikaans kampioen kogelstoten - 1992
- NCAA kampioen kogelstoten (indoor) - 1989
- NCAA kampioen kogelstoten (outdoor) - 1988, 1989
- Amerikaans jeugdkampioen kogelstoten - 1988

## Persoonlijke records
| Onderdeel   | Prestatie | Datum            | Plaats     |
| ----------- | --------- | ---------------- | ---------- |
| kogelstoten | 21,82 m   | 9 mei 1990       | Brenham    |
| kogelstoten | 21,77 m   | 13 februari 1993 | Birmingham |

## Palmares

### kogelstoten
- 1988:  WK junioren - 18,47 m
- 1989:  Universiade - 20,58 m
- 1992:  OS - 21,70 m
- 1992:  Wereldbeker - 21,34 m
- 1993:  WK indoor - 21,27 m